# Grab der Bnei Hesir

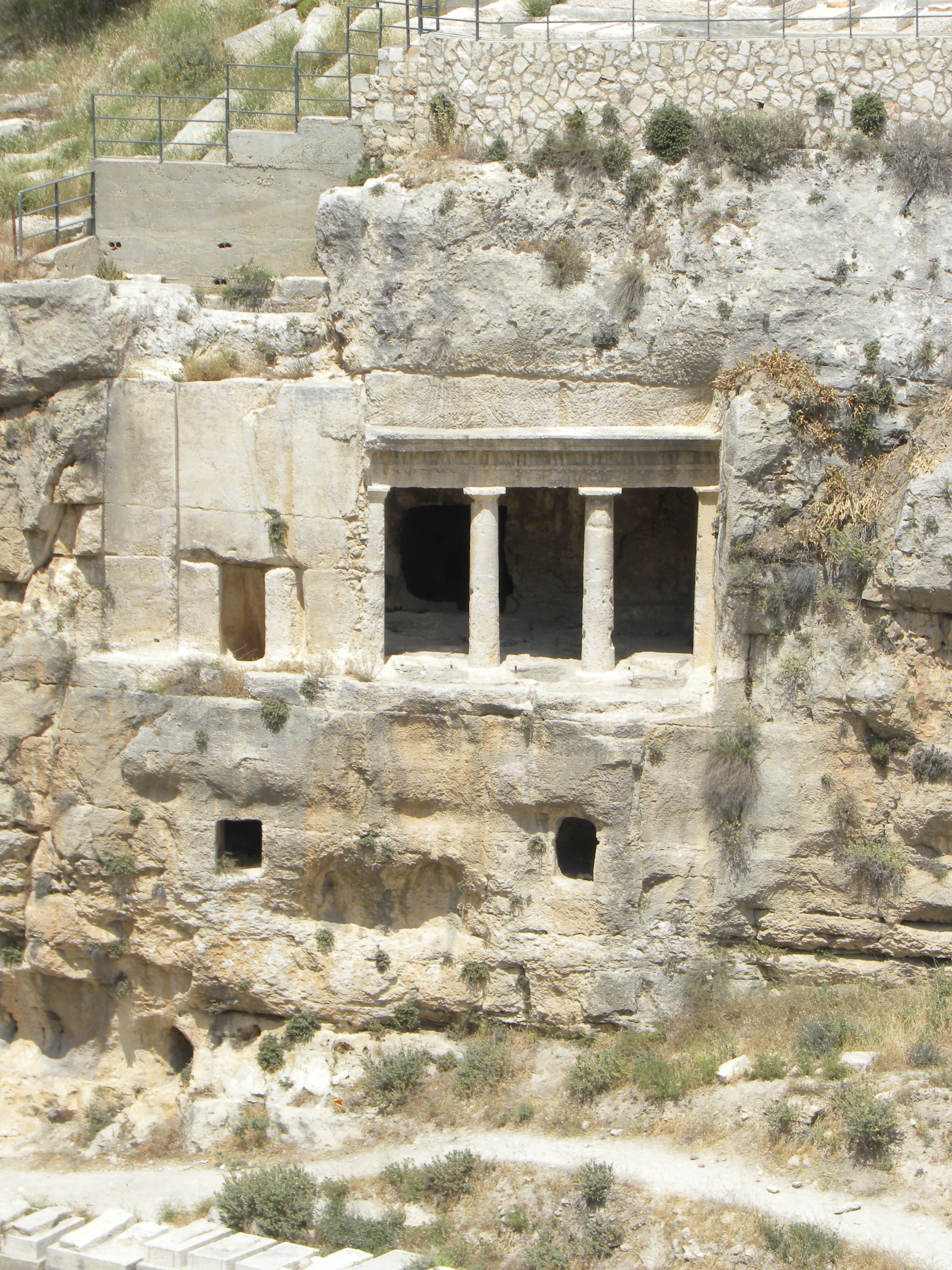
Die Grabanlage Bnei Chesir heute

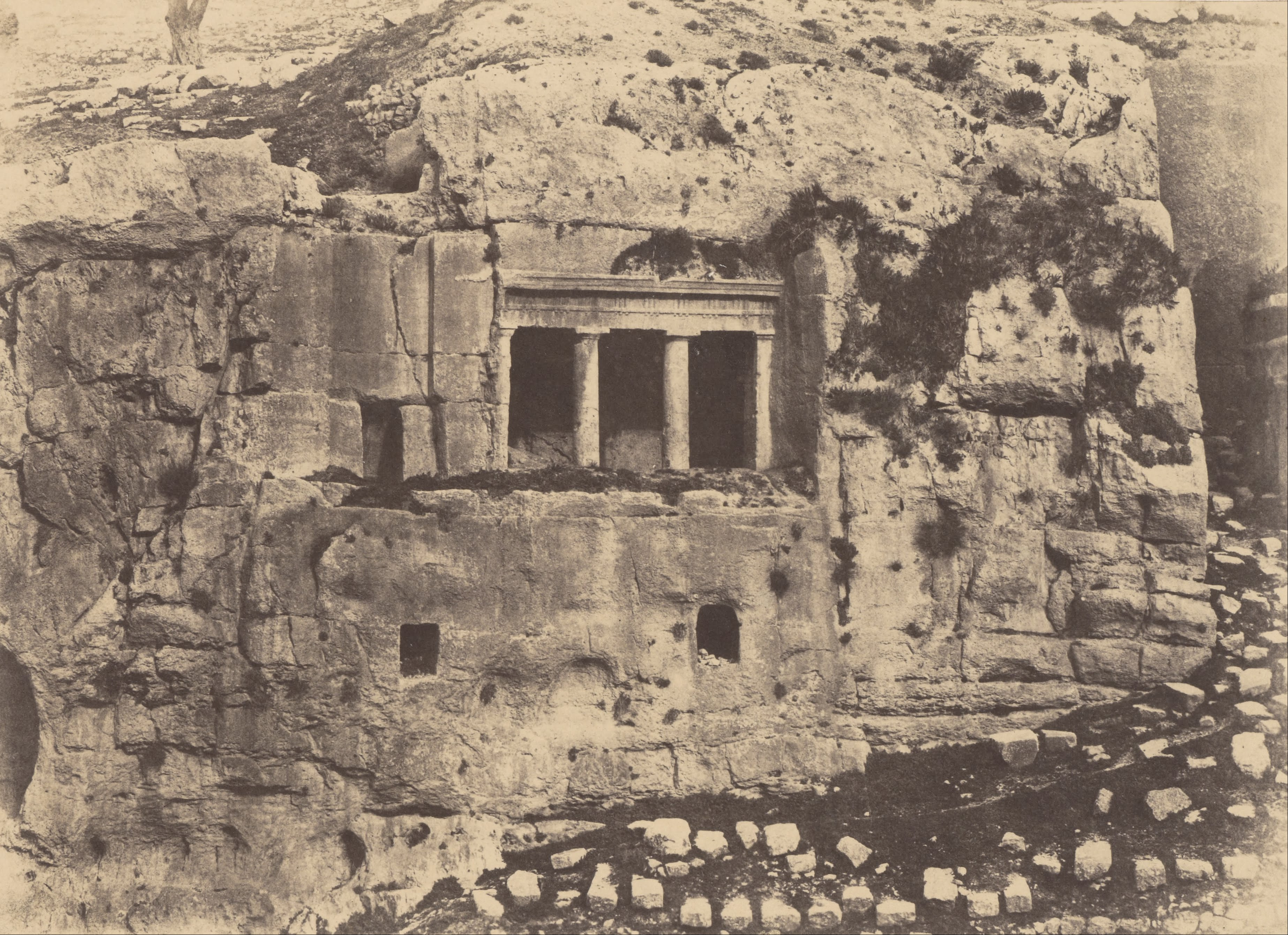
Die Grabanlage im Jahre 1854

Das Grab der Bnei Hesir (hebräisch קֶבֶר בְּנֵי חֵזִיר Qever Bnej Chesīr, deutsch ‚Grab der Söhne Chesirs‘), also der Söhne/Nachkommen Chesirs, auch fälschlicherweise Grab des heiligen Jakobus genannt, ist das älteste der vier bekannten Felsengräber im Kidrontal in Jerusalem. Es stammt aus hellenistischer Zeit.
Das Grabmal enthält mehrere Grabkammern. Es wurde ursprünglich über eine in den Fels gehauene Treppe von Norden erreicht. In späterer Zeit wurde ein weiterer Zugang über einen Tunnel vom Grab des Zacharias geschaffen. Dies ist der heutige Zugang zu den Grabkammern.

## Geschichte
Das  im hellenistischen Stil erbaute Grabmal stammt aus dem 2. Jahrhundert v. Chr. und ist damit das älteste der vier Felsengräber im Kidrontal. Auf den Säulenkapitellen und Friesen sind dorische und ionische Motive zu erkennen.

Der Architrav trägt eine hebräische Inschrift, die das Grabmal als das der Priesterfamilie mit dem Namen Bnei Chesir ausweist. Die Inschrift kann paläographisch ins späte 1. Jahrhundert v. Chr. datiert werden und lautet:

„זה הקבר והנפש שלאלעזר חניה יועזר יהודה שמעון יוחנן בני יוסף בן עובד יוסף ואלעזר בני חניה כהנים מבני חזיר“

„Dies ist das Grab und das Nefesch-Begräbnisdenkmal von ʾEleʿazar, Ḥanjah, Joʿezer, Jehudah, Schimʿon, Joḥanan, Söhne des Josef, des Sohns des ʿOved, (und) des Josef, und ʾEleʿazar, Söhne des Ḥanjah, Priester aus den Söhnen Ḥezirs“

## Die Familie der Bnei Chesir
Die Inschrift des Grabes zeigt, dass zur Zeit der Abfassung bereits acht Männer der Priesterfamilie Chesir aus zwei Generationen hier beigesetzt worden waren. Mit einer solchen Sammelinschrift dokumentierte die Priesterfamilie Chesir auch ihren alten, historischen Anspruch auf diese Grablege. Die Familie muss sehr wohlhabend gewesen sein, da sie sich eine Grabanlage im Kidrontal leisten konnte.
In der hebräischen Bibel gibt es zwei Stellen, an denen Männer mit dem Namen Chesir erwähnt werden. Einer war der Begründer der 17. Priesterkaste (1 Chr 24,15 ), der andere war einer der Führer, die mit Nehemia (Neh 10,21 ) einen Bund schlossen. Es ist nicht bekannt, ob es eine Beziehung zwischen diesen und der Familie der Grabanlage gibt.

## Nefesch
Die Inschrift enthält den Begriff Nefesch (hebräisch נפש ‚Seele‘). Der Begriff wird auch für eine prächtige Struktur verwendet, die auf oder neben dem Grab gebaut ist. Eine Theorie besagt, dass damit das Grab des Zacharias unmittelbar neben dem Grab der Bnei Chesir gemeint sein könne. Eine andere Theorie besagt, dass es eine zusätzliche Fassade oberhalb der Säulen gab. Diese könnte die Form der Nabatäer-Grabmale gehabt haben, wie sie in Petra zu finden sind.

## Christliche Jakobus-Tradition
Im späten 4. Jahrhundert n. Chr. wurden in einer Grabanlage des Kidrontals (offensichtlich dem Grab der Bnei Chesir) Gebeine entdeckt, die man für sterbliche Überreste eines Bruders Jesus, nämlich Jakobus hielt. Daraufhin ließ ein begüterter Christ aus Eleutheropolis nahe der Fundstelle eine Kapelle bauen und die vermeintlichen Gebeine des Jakobus unter dem Altar beisetzen. Die Reste dieser byzantinischen Jakobuskirche wurden wahrscheinlich bei den Grabungen von 1962 und 2003 vor dem Pyramiden-Monolithen freigelegt; sie bestand bis in frühislamische Zeit. Auch in der Kreuzfahrerzeit gab es hier eine Jakobuskapelle, die nun aber nicht dem Herrenbruder, sondern dem gleichnamigen Apostel (Jakobus, Sohn des Alphäus) zugeordnet wurde. Seit dem 15. Jahrhundert gab es eine Kirche des Herrenbruders Jakobus im armenischen Viertel der Altstadt, die die Jakobus-Traditionen an sich zog, so dass die Jakobuskapelle im Kidrontal an Bedeutung verlor. Von den Gebäuden blieb kaum etwas erhalten, die hellenistische Grabanlage diente im 17. Jahrhundert als Viehunterstand.